# Moscow Mule

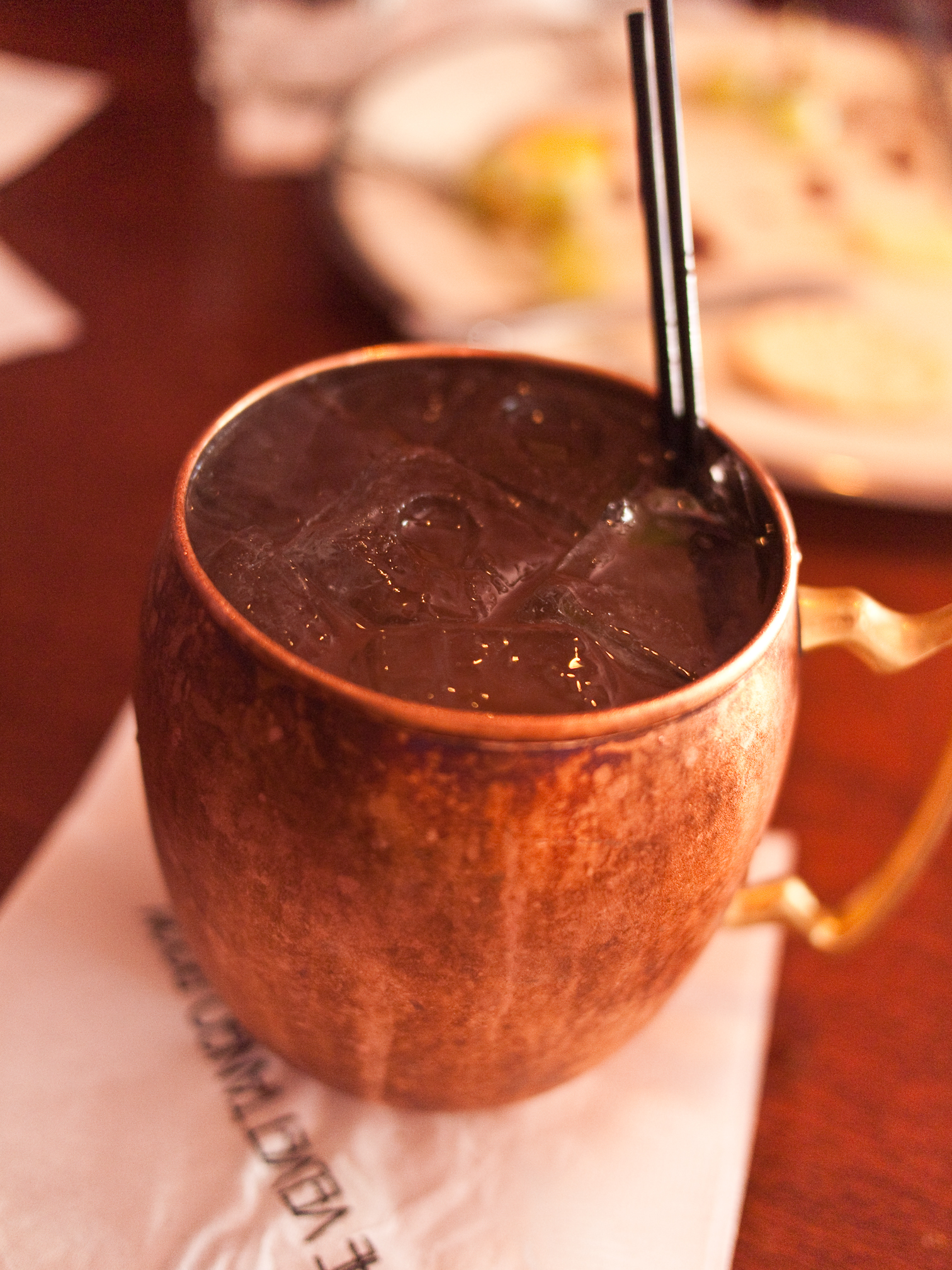
Moscow Mule

Moscow Mule – klasyczny koktajl alkoholowy, sporządzany z wódki, piwa imbirowego i soku z limonek. W niektórych przepisach dodaje się również syrop cukrowy dla dodatkowej słodyczy. Dekorowany plasterkiem limonki lub pomarańczy, podawany z lodem. Odpowiedni przede wszystkim na lato.
Koktajl powstał przez przypadek w 1941 w Los Angeles, gdzie w jednym z barów konieczne było sprzedanie nadmiernych zapasów piwa imbirowego. Klienci chętnie kupowali drinki z użyciem tego napoju. Według innych źródeł koktajl powstał w 1940 na Manhattanie w Nowym Jorku. Nie jest natomiast drinkiem rosyjskim.
Moscow Mule tradycyjnie podawany jest w miedzianych kubeczkach.